# Simonne Leen
Simonne Leen (Grote-Brogel, 14 mei 1956 - 12 december 2015) was een Belgische volksvertegenwoordigster en politica van Agalev.

## Levensloop
Simonne Leen werd beroepshalve verpleegster.
Van 1999 tot 2003 zetelde ze in de Kamer van volksvertegenwoordigers voor de kieskring Sint-Niklaas-Dendermonde waar ze zich voornamelijk bezighield met volksgezondheid en leefmilieu. In 2000 was ze lijstduwer op de Agalev-lijst in Sint-Niklaas voor de gemeenteraadsverkiezingen van dat jaar.